# Reinier Voet
Reinier Voet (* 1962 in Amsterdam) ist ein niederländischer Jazzmusiker (Gitarre, Komposition), der vor allem im Gypsy Jazz hervorgetreten ist.

## Wirken
Voet lernte Jazzgitarre in Amsterdam, bevor er am Koninklijk Conservatorium Den Haag bei Peter Nieuwerf studierte. Neben Django Reinhardt haben ihn auch Jim Hall, Jimmy Raney, Pat Martino und Boulou Ferré sowie die osteuropäische Musik beeinflusst. 
Nach seinem Studium arbeitete Voet zunächst mit dem Klezmer-Klarinettisten Marcel Salomon und im Quintett von Fapy Lafertin, aber auch mit Jimmy Rosenberg und dem Künstler Armando. Gemeinsam mit dem Rhythmusgitarristen Jan Brouwer legte er im Jahr 2000 die selbtproduzierten Alben Bric à Brac und Our Gypsy Rhapsody vor und gründete die Band Pigalle 44, die bis 2025 weitere fünf Alben veröffentlichte und mit Rob Stoop bzw. Gert Wantenaar (Akkordeon), Olaf Hoeks (Tenorsaxophon), Hermine Deurloo (Mundharmonika/Sopransaxophon), Jelle van Tongeren (Geige) und Arnoud van den Berg (Kontrabass) zusammenarbeitete sowie international auftrat. Langjährig leitete er zudem das Cravat Quartet mit dem Geiger Hady Mouallem. Mit Jelle van Tongeren, Mischa Kool am Bass und Harold Berghuis bildete er das Reinier Voet Quartet, das 2022 sein Album Images vorrangig mit Eigenkompositionen vorlegte. 
Voet arbeitete gemeinsam mit Dick van der Harst auch mit der flämischen Musiktheatergruppe Het Muziek LOD und begleitete die Sängerinnen Lenny Kuhr und Dorine Niezing. Weiterhin erteilte er Unterricht und verfasste sein Gypsy Jazz Melodic Soloing Guidebook.